# ترانه‌شناسی ادل
ادل خواننده و ترانه‌نویس انگلیسی است که چهار آلبوم استودیویی، دو آلبوم چندآهنگه و ۱۷ تک‌آهنگ منتشر کرده است. موفقیت‌های وی در بریتانیا با صدرنشینی نخستین آلبومش با نام ۱۹ در جدول موسیقی آلبوم‌های بریتانیا و کسب دومین رتبه برای تک‌آهنگ «دنبال کردن پیاده‌روها» در جدول تک‌آهنگ‌های بریتانیا رقم خورد. درخشش زادگاه، شانه سرد و کاری کنم که عشقم را احساس کنی از دیگر تک‌آهنگ‌های ادل هستند.
دومین آلبوم ادل با نام ۲۱ در ژانویه ۲۰۱۱ منتشر شد، به زودی این آلبوم توسط صنعت ضبط صدای بریتانیا گواهی پلاتینیوم اخذ کرد. آلبوم ۲۱ از زمان انتشارش در آمریکا، به مدت ۲۴ هفته در رتبه نخست بیلبورد ۲۰۰ قرار داشت. همچنین نخستین تک‌آهنگ آلبوم ۲۱ با نام غوطه‌ور در ژرفا مقام دوم را در بریتانیا و در آمریکا نخستین صدر نشینی را برای ادل در ۱۰۰ آهنگ داغ بیلبورد به همراه داشت. دومین تک‌آهنگ آلبوم ۲۱ با نام یکی مثل تو در فوریه ۲۰۱۱ منتشر گردید که رتبه نخست را در بریتانیا و ایرلند کسب کرد. این دستاورد نخستین صدرنشینی برای ادل در کشور خود و دومین صدرنشینی برای ادل در آمریکا به‌شمار می‌رود. تک‌آهنگ باران را به آتش کشاندن نیز به عنوان سومین موفقیت وی در کسب رتبه نخست در آمریکا می‌باشد.
در اواخر سال ۲۰۱۲ اخباری مبنی بر ضبط آهنگ جدید پیش زمینه جیمز باند به وسیله ادل منتشر گردید. در اکتبر ۲۰۱۲ ترانه اسکای‌فال مقام هشتم را در ایالات متحده آمریکا و مقام نخست را در آلمان، بریتانیا، فرانسه، ایرلند، هلند و سوئیس کسب کرد.
آلبوم سوم ادل به نام ۲۵ در نوامبر ۲۰۱۵ منتشر شد. نخستین تک‌آهنگ این آلبوم سلام پس از انتشار در ۲۶ کشور اول شد و توانست در هفته اول بیش از ۱ میلیون نسخه به فروش رود. سلام همچنین به چهارمین تک‌آهنگ ادل تبدیل شد که توانست در چارت آمریکا رتبه اول را به دست آورد. همچنین این ترانه با بیش از ۱٬۵ میلیارد بازدید، پنجمین ویدیو بازدید شده در یوتیوب می‌باشد. دومین و سومین تک‌آهنگ‌های این آلبوم به ترتیب وقتی جوان بودیم و عشقم را (به معشوق جدیدت) بفرست بودند که در سال ۲۰۱۶ منتشر شدند.

## آلبوم‌ها

### آلبوم‌های استودیویی
| عنوان | جزئیات آلبوم | موقعیت در چارت‌ها | موقعیت در چارت‌ها | موقعیت در چارت‌ها | موقعیت در چارت‌ها | موقعیت در چارت‌ها | موقعیت در چارت‌ها | موقعیت در چارت‌ها | موقعیت در چارت‌ها | موقعیت در چارت‌ها | موقعیت در چارت‌ها | فروش | گواهی‌نامه‌ها |
| عنوان | جزئیات آلبوم | بریتانیا         | استرالیا         | کانادا           | آلمان            | ایرلند           | هلند             | نیوزیلند         | نروژ             | سوئیس            | آمریکا           | فروش | گواهی‌نامه‌ها |
| ----- | --- | ---------------- | ---------------- | ---------------- | ---------------- | ---------------- | ---------------- | ---------------- | ---------------- | ---------------- | ---------------- | --- | --- |
| ۱۹    | - تاریخ انتشار: ۲۸ ژانویه ۲۰۰۸ - ناشر: ایکس ال - فرمت‌ها: سی دی، دانلود دیجیتال، ای پی                               | ۱                | ۳                | ۴                | ۱۵               | ۲                | ۱                | ۳                | ۷                | ۱۵               | ۴                | - World: 7,000,000 - UK: 2,015,416 - US: 2,300,000                                                                              | - BPI: 7× Platinum - ARIA: 2× Platinum - BVMI: Platinum - MC: 3× Platinum - NVPI: 5× Platinum - RIAA: 2× Platinum - RMNZ: Platinum                                                    |
| ۲۱    | - تاریخ انتشار: ۱۹ ژانویه ۲۰۱۱ - ناشر: ایکس ال - فرمت‌ها: سی دی، دانلود دیجیتال، ای پی                               | ۱                | ۱                | ۱                | ۱                | ۱                | ۱                | ۱                | ۱                | ۱                | ۱                | - World: 31,000,000 - UK: 4,700,000 - US: 11,100,000 - CAN: 1,489,000 - AUS: 1,030,000 - IRE: 270,000                           | - BPI: 16× Platinum - ARIA: 14× Platinum - BVMI: 8× Platinum - IFPI NOR: Platinum - IFPI SWI: 2× Platinum - MC: Diamond - NVPI: 9× Platinum - RIAA: 11× Platinum - RMNZ: 12× Platinum |
| ۲۵    | - تاریخ انتشار: ۲۰ نوامبر ۲۰۱۵ - ناشر: ایکس ال، کلمبیا (ایالات متحده آمریکا) - فرمت‌ها: سی دی، دانلود دیجیتال، ای پی | ۱                | ۱                | ۱                | ۱                | ۱                | ۱                | ۱                | ۱                | ۱                | ۱                | - World: 22,000,000 - UK: 2,902,000 - CAN: 1,000,000 - GER: 263,000 - FRA: 785,300 - IRE: 107,000 - NL: 120,000 - US: 8,600,000 | - BPI: 9× Platinum - ARIA: 8× Platinum - BVMI: 5× Platinum - IFPI SWI: 6× Platinum - MC: Diamond - RIAA: 11× Platinum - RMNZ: 15× Platinum                                            |
| ۳۰    | - انتشار: ۱۹ نوامبر ۲۰۲۱ - ناشر: کلمبیا - فرمت‌ها: دانلود دیجیتال، سی‌دی، ال‌پی، استریم، کاست                          | ۱                | ۱                | ۱                | ۱                | ۱                | ۱                | ۱                | ۱                | ۱                | ۱                | - بریتانیا: 650,741 - کانادا: 114,000 - فرانسه: 203,144 - آمریکا: 1,760,000                                                     | - BPI: 2× Platinum - ARIA: Platinum - BVMI: Platinum - IFPI SWI: Platinum - MC: Platinum - آمریکا: ۳× Platinum - RMNZ: 2× Platinum - فرانسه: ۳× Platinum                              |

### آلبوم‌های چندآهنگه
| آی‌تونز لایو از سوهو                                                               | - تاریخ انتشار:۳ فوریه ۲۰۰۹ - ناشر:ایکس ال - فرمت:دانلود دیجیتال    | —  | —  | ۱۰۵ |
| آی‌تونز فستیوال: لندن ۲۰۱۱                                                         | - تاریخ انتشار: ۱۳ ژوئیه ۲۰۱۱ - ناشر: ایکس ال - فرمت:دانلود دیجیتال | ۷۴ | ۴۵ | ۵۰  |
| "—" denotes a recording that did not chart or was not released in that territory. |                                                                     |    |    |     |

## تک‌آهنگ‌ها
| عنوان                            | سال  | موقعیت در چارت‌ها | موقعیت در چارت‌ها | موقعیت در چارت‌ها | موقعیت در چارت‌ها | موقعیت در چارت‌ها | موقعیت در چارت‌ها | موقعیت در چارت‌ها | موقعیت در چارت‌ها | موقعیت در چارت‌ها | موقعیت در چارت‌ها | گواهی نامه‌ها | آلبوم |
| عنوان                            | سال  | بریتانیا         | استرالیا         | کانادا           | آلمان            | ایرلند           | هلند             | نیوزیلند         | نروژ             | سوئیس            | آمریکا           | گواهی نامه‌ها | آلبوم |
| -------------------------------- | ---- | ---------------- | ---------------- | ---------------- | ---------------- | ---------------- | ---------------- | ---------------- | ---------------- | ---------------- | ---------------- | --- | ----- |
| "درخشش زادگاه"                   | ۲۰۰۷ | ۱۹               | —                | —                | —                | —                | ۲۵               | —                | —                | —                | —                | - UK: Silver | ۱۹    |
| "دنبال کردن پیاده‌روها"           | ۲۰۰۸ | ۲                | —                | ۲۱               | ۴۶               | ۷                | ۹                | —                | ۱                | —                | ۲۱               | - UK: Gold - CAN: Gold - US: Platinum                                                                                                  | ۱۹    |
| "شانه سرد"                       | ۲۰۰۸ | ۱۸               | —                | —                | —                | —                | ۲۸               | —                | —                | —                | —                | | ۱۹    |
| "کاری کنم که عشقم را احساس کنی"  | ۲۰۰۸ | ۴                | —                | —                | —                | ۵                | ۳                | —                | —                | —                | —                | - UK: Gold - US: Gold | ۱۹    |
| "غوطه‌ور در ژرفا"                 | ۲۰۱۰ | ۲                | ۳                | ۱                | ۱                | ۲                | ۱                | ۳                | ۸                | ۱                | ۱                | - UK: Gold - AUS: 7× Platinum - CAN: 8× Platinum - GER: Platinum - NZ: 2× Platinum - SWI: 3× Platinum - US: 8× Platinum                | ۲۱    |
| "یکی مثل تو (ترانه ادل)"         | ۲۰۱۱ | ۱                | ۱                | ۲                | ۴                | ۱                | ۲                | ۱                | ۵                | ۱                | ۱                | - UK: Platinum - AUS: 7× Platinum - CAN: 6× Platinum - GER: Platinum - NZ: 3× Platinum - US: 5× Platinum                               | ۲۱    |
| "باران را به آتش کشاندن"         | ۲۰۱۱ | ۱۱               | ۱۱               | ۲                | ۶                | ۶                | ۱                | ۸                | ۴                | ۴                | ۱                | - UK: Platinum - AUS: 3× Platinum - CAN: 4× Platinum - GER: Platinum - NZ: Platinum - SWI: Platinum - US: 4× Platinum                  | ۲۱    |
| "شایعه شده است (ترانه ادل)"      | ۲۰۱۱ | ۸۵               | ۶۰               | ۱۶               | ۶۸               | —                | ۲۱               | —                | —                | —                | ۱۶               | - AUS: Gold - CAN: Platinum - US: 2× Platinum                                                                                          | ۲۱    |
| "تغییر وضعیت"                    | ۲۰۱۱ | ۶۲               | ۳۴               | ۶۰               | ۸۵               | —                | ۱۵               | —                | —                | —                | ۶۳               | - AUS: Gold - CAN: Gold - US: Gold | ۲۱    |
| "اسکای‌فال (ترانه)"               | ۲۰۱۲ | ۲                | ۵                | ۳                | ۱                | ۱                | ۱                | ۲                | ۷                | ۱                | ۸                | - UK: Platinum - AUS: Gold - CAN: 4× Platinum - GER: Platinum - NZ: Gold - US: Platinum                                                | —     |
| "سلام"                           | ۲۰۱۵ | ۱                | ۱                | ۱                | ۱                | ۱                | ۱                | ۱                | ۱                | ۱                | ۱                | - BPI: 2× Platinum - ARIA: 5× Platinum - BVMI: Platinum - IFPI SWI: Platinum - MC: 6× Platinum - RIAA: 6× Platinum - RMNZ: 4× Platinum | ۲۵    |
| "وقتی جوان بودیم"                | ۲۰۱۶ | ۹                | ۱۳               | ۹                | ۱۵               | ۲۹               | ۱۲               | ۲۴               | ۲۳               | ۵                | ۱۴               | - BPI: Silver - ARIA: Gold - MC: Platinum - RMNZ: Gold                                                                                 | ۲۵    |
| "عشقم را (به معشوق جدیدت) بفرست" | ۲۰۱۶ | ۵                | ۸۸               | ۷۹               | ۶۴               | ۹۴               | —                | —                | —                | —                | ۸                | | ۲۵    |
| "آب زیر پل"                      | ۱۲۶  | ۸۲               | ۵۸               | ۵۶               | ۸۰               | —                | —                | ۷۰               |                  |                  |                  | |       |

### به عنوان خواننده همراه
| "My Yvonne" (جک پِنییِت به همراه ادل)                                               | ۲۰۰۷ | —   | ماتینِی               |
| "رنگ‌های مختلف سیاه" (راکانترز به همراه ادل)                                       | ۲۰۰۸ | —   | دلداری‌دهندگان تنهایی |
| "آب و یک شعله" دَنیل مری وتر به همراه ادل                                          | ۲۰۰۹ | ۱۸۰ | عشق و جنگ            |
| "هر برانداز" (جک پِنییِت به همراه ادل                                               | ۲۰۰۹ | —   | همه چیز جدید است     |
| "—" denotes a recording that did not chart or was not released in that territory. |      |     |                      |

## دیگر آهنگ‌های وارد شده به جدول‌ها
| "خیالباف"                                                                    | ۲۰۰۸ | ۱۷۱ | —  | —  | —   | —  | —  | —  | —  |            | ۱۹                        |
| "همان من"                                                                    | ۲۰۱۰ | —   | —  | —  | —   | ۶۱ | —  | —  | —  |            | ۱۹                        |
| "نمی‌توانم تورا به دوست داشتنم وادارم"                                        | ۲۰۱۲ | ۳۷  | —  | —  | —   | —  | ۷۸ | —  | —  |            | آی‌تونز فستیوال: لندن ۲۰۱۱ |
| "یکی و فقط"                                                                  | ۲۰۱۲ | ۹۹  | —  | —  | —   | —  | —  | —  | —  | - MC: Gold | ۲۱                        |
| "دلم برایت تنگ شده است"                                                      | ۲۰۱۵ | —   | —  | —  | ۹۲  | —  | —  | —  | —  |            | ۲۵                        |
| "درمان"                                                                      | ۲۰۱۵ | ۱۴۵ | ۹۴ | ۶۹ | ۴۷  | ۸۳ | —  | ۳۰ | ۸۷ |            | ۲۵                        |
| "آب زیر پل"                                                                  | ۲۰۱۵ | ۱۲۶ | ۸۲ | ۵۸ | ۵۶  | ۸۰ | —  | —  | ۷۰ |            | ۲۵                        |
| "رودخانه لی"                                                                 | ۲۰۱۵ | —   | —  | —  | ۸۰  | ۹۷ | —  | —  | —  |            | ۲۵                        |
| "عشق در تاریکی"                                                              | ۲۰۱۵ | ۱۶۹ | —  | —  | ۳۹  | ۷۹ | —  | —  | —  |            | ۲۵                        |
| "میلیون‌ها سال پیش"                                                           | ۲۰۱۵ | ۶۴  | ۸۴ | ۹۷ | ۴۲  | ۷۴ | ۹۴ | —  | —  |            | ۲۵                        |
| "تمام آنچه که من پرسیدم"                                                     | ۲۰۱۵ | ۴۱  | ۶۵ | —  | ۶۶  | —  | ۹۳ | —  | ۷۷ |            | ۲۵                        |
| "بهترین وفادار"                                                              | ۲۰۱۵ | —   | —  | —  | ۱۵۹ | —  | —  | —  | —  |            | ۲۵                        |
| "—" denotes a song that did not chart or was not released in that territory. |      |     |    |    |     |    |    |    |    |            |                           |

## آلبوم‌های ویدئویی
| عنوان                   | جزئیات                                                                     | موقعیت در چارت‌ها | موقعیت در چارت‌ها | موقعیت در چارت‌ها | موقعیت در چارت‌ها | موقعیت در چارت‌ها | موقعیت در چارت‌ها | موقعیت در چارت‌ها    | فروش                            | گواهی نامه‌ها                                                       |
| عنوان                   | جزئیات                                                                     | بریتانیا         | اسپانیا          | فرانسه           | چارت کنترل رسانه | مکزیک            | هلند             | ایالات متحده آمریکا | فروش                            | گواهی نامه‌ها                                                       |
| ----------------------- | -------------------------------------------------------------------------- | ---------------- | ---------------- | ---------------- | ---------------- | ---------------- | ---------------- | ------------------- | ------------------------------- | ------------------------------------------------------------------ |
| زنده در رویال آلبرت هال | - تاریخ انتشار:۲۸ نوامبر ۲۰۱۱ - ناشر:ایکس ال - فرمت‌ها: دی‌وی‌دی، دیسک بلو-ری | ۲                | ۱۴               | ۱                | ۵                | ۳                | ۱                | ۱                   | - WW: 3,000,000 - US: 1,078,000 | - AUS: 6× Platinum - CAN: Diamond - GER: 3× Platinum - US: Diamond |

## نماآهنگ‌ها
| عنوان                           | سال  | کارگردان    | منبع    |
| ------------------------------- | ---- | ----------- | ------- |
| "دنبال کردن پیاده‌روها"          | ۲۰۰۸ | متیو کولن   | [ ۹۵ ]  |
| "شانه سرد"                      | ۲۰۰۸ | فیل گریفین  | [ ۹۶ ]  |
| "درخشش زادگاه" (زنده)           | ۲۰۰۸ | پاول داگدیل | [ ۹۷ ]  |
| "کاری کنم که عشقم را احساس کنی" | ۲۰۰۸ | مت کیرکبی   | [ ۹۸ ]  |
| "درخشش زادگاه"                  | ۲۰۰۹ | راکی شنک    | [ ۹۹ ]  |
| "غوطه ور در ژرفا" (استدیویی)    | ۲۰۱۰ | چریس پین    | [ ۱۰۰ ] |
| "غوطه ور در ژرفا"               | ۲۰۱۰ | سم براون    | [ ۱۰۱ ] |
| "یکی مثل تو"                    | ۲۰۱۱ | جیک ناوا    | [ ۱۰۲ ] |
| "اسکای فال" (ویدیو متن دار)     | ۲۰۱۲ | نیک چاپل    | [ ۱۰۳ ] |
| "سلام"                          | ۲۰۱۵ | زاویه دولان | [ ۱۰۴ ] |

## دیگر آثار
| عنوان                             | سال  | یادداشت                                                      |
| --------------------------------- | ---- | ------------------------------------------------------------ |
| "دنبال کردن پیاده‌روها"            | ۲۰۰۸ | موسیقی فیلم بچه وحشی.                                        |
| "نایت قبل"                        | ۲۰۰۸ | ورژن‌های کاور شده برای برنامه لم دادن زنده در بی‌بی‌سی رادیو ۱. |
| "سیاه و طلایی"                    | ۲۰۰۸ | ورژن‌های کاور شده برای برنامه لم دادن زنده در بی‌بی‌سی رادیو ۱. |
| "این را قول بده"                  | ۲۰۱۱ | ورژن‌های کاور شده برای برنامه لم دادن زنده در بی‌بی‌سی رادیو ۱. |
| "یاداوری شده" (تایگا به همراه ادل | ۲۰۱۱ | تایگا با همراهی ادل                                          |
| "غوطه‌ور در ژرفا"                  | ۲۰۱۱ | آهنگ بین‌المللی اپرای مورد و آسُپرا.                           |
| "یکی مثل تو"                      | ۲۰۱۱ | آهنگ بین‌المللی اپرای فینا اِستَمپا.                            |